# La Cruz, Costa Rica
La Cruz är en ort i Costa Rica.   Den ligger i provinsen Guanacaste, i den nordvästra delen av landet, 210 km nordväst om huvudstaden San José. La Cruz ligger 241 meter över havet och antalet invånare är 4 319.
Terrängen runt La Cruz är varierad. Runt La Cruz är det glesbefolkat, med 14 invånare per kvadratkilometer. Det finns inga andra samhällen i närheten. Omgivningarna runt La Cruz är en mosaik av jordbruksmark och naturlig växtlighet.